# NGC 32
NGC 32 je dvojna zvezda v ozvezdju Pegaza. Zvezdo je okril Johann Friedrich Julius Schmidt 10. oktobra 1861.